# タイラー・ユリス
タイラー・ユリス  (Tyler Ulis 1996年1月5日 - )は、アメリカ合衆国・オハイオ州ライマ出身のプロバスケットボール選手。サンタクルーズ・ウォリアーズ所属。ポジションはPG。

## 来歴
中学時代は陸上部でも活躍し、800m走と1500m走の選手として活躍した。高校はイリノイ州シカゴハイツの高校に進学。2014年にはマクドナルド・オール・アメリカンゲームとジョーダンブランド・クラシックのメンバーに選出されるなど、有望株として注目された。
大学は名門ケンタッキー大学に進学。2014-15シーズンにSECのフレッシュマンチームに選出されたユリスは、翌2015-16シーズンは飛躍のシーズンとなる。SECトーナメントのMVPに選出されたのを皮切りに、SECの1stチーム、最優秀守備選手賞、最優秀選手を受賞し、ボブ・クージー賞も受賞した。
これで自信を付けたユリスは2016年のNBAドラフトにアーリーエントリーを表明。34位でフェニックス・サンズから指名され、ケンタッキー大学の同窓に中るエリック・ブレッドソー、ブランドン・ナイト、デビン・ブッカーらと共にプレー。2017年3月5日のボストン・セルティックス戦では、20得点5アシストに加え、104-106で迎えた第4クォーター残り5秒の場面から、ブレッドソーがレイアップシュートを決めて同点に追い付いた後、アイザイア・トーマスからスティールを決めた直後に決勝のブザービーター3ポイントシュートを決めて109-106の大逆転勝利に導いた。同月末からは、負傷のブレッドソーに代わり先発で起用され、4月度の月間優秀新人選手に選出された。2017-18シーズンは、ブレッドソーがシーズン途中にミルウォーキー・バックスに放出された後に先発に昇格し、同シーズンは71試合に出場で48試合に先発。平均7.8得点4.4アシストを記録したものの、シーズン終了後に解雇された。
2018-19シーズン開幕前にゴールデンステート・ウォリアーズのシーズンキャンプに参加するも解雇。その後シカゴ・ブルズと契約するも、1試合に起用されただけで解雇。2019-20シーズンはサクラメント・キングスのシーズンキャンプに参加するも解雇され、傘下のストックトン・キングスでプレー。
2021-22シーズン開幕前は再びウォリアーズのシーズンキャンプに参加するも解雇。その後傘下のサンタクルーズ・ウォリアーズへの加入が決まった。